# Strada statale 183 Aspromonte-Jonio
La ex strada statale 183 Aspromonte-Jonio (SS 183), ora strada provinciale 3 Inn. SS 106 (Melito Porto Salvo)-Bivio Brandano (Delianuova) (SP 3) nel tratto Gambarie-Melito di Porto Salvo, è una strada provinciale italiana che collega il massiccio dell'Aspromonte con la costa meridionale jonica.

## Storia
La strada statale 183 venne istituita nel 1953 con il seguente percorso: "Innesto con la SS. n. 112 presso Delianuova - Gambarie - Bagaladi - Innesto con la SS. n. 106 a Melito Porto Salvo."
In seguito al decreto legislativo n. 112 del 1998, dal 2002 la gestione è passata dall'ANAS alla Regione Calabria, che ha provveduto al trasferimento dell'infrastruttura al demanio della Provincia di Reggio Calabria.
Nel 2021, nell'ambito della seconda tranche dell'operazione "Rientro strade", il tratto della SS183 da Delianuova (innesto SS112) a Gambarie (innesto SS184) è ritornato sotto la gestione dell'ANAS.

## Percorso
La strada ha origine dal bivio Brandano sulla ex strada statale 112 d'Aspromonte nei pressi di Delianuova. Attraversa quindi la parte occidentale del massiccio calabrese ricevendo, nei pressi di Gambarie, la ex strada statale 670 dei Piani d'Aspromonte e la ex strada statale 184 delle Gambarie. Proseguendo in direzione sud, la strada comincia a scendere di quota, toccando l'abitato di Bagaladi e costeggiando la fiumara di Melito di Porto Salvo. La strada termina il proprio percorso incrociando prima la strada statale 106 Jonica ed infine entrando nel centro abitato di Melito di Porto Salvo.